# 陈平原
陈平原（1954年—），男，广东潮安人，中国现当代文学研究家，北京大学博雅讲席教授。

## 生平
1954年生于广东潮州潮安县磷溪公社。年青时在粤东山村插队劳动八年，其间利用“右倾回潮”之机，补读了两年高中。1977年，大陆恢复高考制度后他考入中山大学，翌年其高考作文全文发表于《人民日报》。1982年毕业于中山大学，获文学学士学位；1984年获中山大学文学硕士学位；1987年毕业于北京大学，获文学博士学位。后任教于北京大学，是中文系现代文学教研室主任，博士生导师，北京大学二十世纪中国文化研究中心学术委员会主任。
曾先后在日本东京大学和京都大学、美国哥伦比亚大学、德国海德堡大学、英国伦敦大学、法国东方语言文化学院、美国哈佛大学以及香港中文大学、台湾大学从事研究或教学。

## 家庭
妻子夏晓虹同是北京大学教授。